# والتر شيلر
والتر شيلر (بالإنجليزية: Walter Schiller)‏ ‏ (1960-1887) هوَ عالم أمراض نمساوي أمريكي، وُلدَ في 3 ديسمبر 1887 في فيينا وَتوفيَ في 2 مايو 1960 في إيفانستون. شارك والتر في عدد من المجالات الطَبية وكان من أبرزها علم الأورام النسائي، كما وضعَ وَوصف اختبار شيلر وَجسم شيلر-دوفال.